# محاصره آکیزوکی

نقشه محاصره آکیزوکی

محاصره آکیزوکی (انگلیسی: Siege of Akizuki) یک نبرد در مبارزات تویوتومی هیده‌یوشی برای به دست گرفتن کنترل کیوشو در طی لشکرکشی کیوشو در دوره سنگوکو بود.